# Guadalupe (San José)
Pour les articles homonymes, voir Guadalupe.
Guadalupe est une ville du centre du Costa Rica, dans le canton de Goicoechea. Elle fait partie de la zone métropolitaine de la capitale San José.
La population qui était de 21 013 habitants en 2011, est estimée à 45 066 habitants en 2014.